# Ajolotla
Ajolotla är en ort i Mexiko.   Den ligger i kommunen Chignahuapan och delstaten Puebla, i den sydöstra delen av landet, 110 km öster om huvudstaden Mexico City. Ajolotla ligger 2 549 meter över havet och antalet invånare är 500.
Terrängen runt Ajolotla är kuperad. Runt Ajolotla är det ganska tätbefolkat, med 54 invånare per kvadratkilometer. Närmaste större samhälle är Chignahuapan, 10,0 km öster om Ajolotla. Omgivningarna runt Ajolotla är en mosaik av jordbruksmark och naturlig växtlighet.